# Чарльстон для Огнєнки
«Чарльстон для Огнєнки»  (в англомовному прокаті англ. Tears for Sale, «Сльози на продаж»)— високобюджетний сербський блокбастер 2008 року. Режисером фільма був Урош Стоянович, а головні ролі виконали Соня Колачарич, Катаріна Радівоєвич, Ненад Єздич, Стефан Капічіч і Олівера Катаріна. Наразі він має «титул» найдорожчого сербського фільму з бюджетом близько 4 000 000 євро (або 6 мільйонів доларів США), а також найпопулярнішим сербським фільмом 2008 року.
Фільм містів певні іновації для сербського кінематографа, серед яких було широке використання спецефектів (у фільмі вони загалом займають 40 хвилин). Також було використано близько 100 000 метрів кінострічки, що приблизно в п'ять разів більше, ніж для середньостатистичного сербського фільму. Крім того, фільм містить багато фантастичних і магічних елементів, тому його порівнювали з такими творами, як «Володар перснів». Музику написав відомий кінокомпозитор Сігеру Умебаясі, а французький режисер Люк Бессон виявив інтерес до просування фільму на зовнішньому ринку.
Фільм також привернув увагу першою появою Олівери Катаріни у фільмі після більш ніж тридцятирічної перерви в її кар'єрі.
Прем'єра відбулася 30 січня 2008 року в центрі «Сава». Сам фільм був зустрінутий критиками прохолодно, тоді як реакція глядачів була набагато кращою.

## Сюжет
Сербія наприкінці Першої світової війни — чарівна, містична, жорстока, постійно розривається між Сходом і Заходом, між давньою язичницькою магією та силами цивілізації.
Сюжет фільму починається з трагічного опису повоєнної Сербії 1920-х років. Від чоловічого населення Сербії внаслідок Балканських воєн і Першої світової війни залишилася невелика частина, що найбільше відчулося в провінціях. У вигаданому селі Покрп ми зустрічаємо двох наших героїнь, Огнєнку (Соня Колачарич) і Малу Богиню (Катаріна Радівоєвич), сестер, які заробляють ткальством, яке приносило прибуток їхнім предкам з тих часів, коли їхня легендарна прапрабабка наплакала місцеве озеро. Глядач також знайомиться з долею останніх чоловіків, які поволі зникали з Покрпу. Один із них, намагаючись врятувати село, «замінував» свій виноградник, але без нанесення мін на карту, що призвело до його смерті, а також вбивало всіх, хто згодом хотив туди зібрати виноград, тому його прозвали Миноградом. Втім, час від часу жінки по черзі мусять йти до Минограду, щоб висмикувати звідти ягоди, ризикуючи життям — виживали не всі.
Наступною до Минограда має йти Нада, тож вона заздалегідь замовляє у двох героїнь жалібні послуги на свої майбутні похорони (голосіння, дряпання облич тощо), але вимагає від них продемонструвати свої здібності. Щоб викликати емоції, дві героїні починають сварку між собою і звинувачують одна одну в тому, що вони не втратили цноти, хоча їм уже за двадцять. Тоді Нада каже їм, що вона вже займана, і що вона втратила цноту з останнім чоловіком з Крппи, дідом Бісом. Це спочатку викликає у них огиду, але пізніше, у розпачі, вони вирішують вперше зайнятися коханням, навіть з цим старим. Перед цим жінки йдуть до місцевої таверни, де вони відвідують ритуал розпивання ракії, настояної на павуках, після якої жінки бачать привиди їхніх померлих чоловіків, з якими вони танцюють і обіймаються, і дуже страждають, колі ті мають пійти геть. Випивши павучої ракії, дівчата вирішують піти до діда Біса, щоб позбутися цноти. Коли це мало статися, Огнєнка кричить від переляку та огиди, що спричиняє смерть старого через інфаркт. Це розлючує інших жінок, які присуджують Огнєнку та Малу Богиню до страти на публічному багатті. Однак їм вдається врятуватися, поклявшись душею бабусі, що протягом трьох днів привезуть чоловіка в село. Потім їхня бабуся Велика Богиня (Олівера Катаріна) воскресає у вигляді духу, і разом з ними починає пошук чоловіків.
По дорозі вони стикаються з чоловіками, але всі вони вже «зайняті» у своїх селах. Бабуся, яка не хоче залишатися привидом, бо вони поклялися її іменем, постійно нагадує їм, щоб ті поспішали.
Прибувши до маленького містечка, вони зустрічають місцевих артистів, Драголюба Алексіча, «Людину зі сталі» (Ненад Єздич; прототипом був реальний акробат з таким самим іменем та псевдонімом) і Арсенія, «короля чарльстону» (Стефан Капічич). Жінки закохуються у цих двох чоловіків по дорозі до свого села, і вже не готові пожертвувати ними заради інших жінок з Крпи. Вони вирішують, що кожна з них поїде до Белграда окремо, разом зі своїм чоловіком: Огнєнка з Драголюбом у його машині, і Мала Богиня з Арсенієм у викраденому катафалку. Під час подорожі Велика Богиня продовжує їх переслідувати, з'являючись із навали метеликів, які утворюються в її тілі. Невдовзі до прибуття у місто, вона вирішує залишити їх напризволяще, ціною своєї душі. Віддавшись пристрасті, Мала Богиня та Арса займаються коханням у машині, але після прибуття в місто їх, як Огнєньку та Драголюба, переслідують привиди, а ще гірше — докори сумління, тож зрештою вони вирішують повертаються в Покрп, заради бабусі та інших жінок.
Першою в Покрп прибула Огнєнка, задоволена порятунком бабусі, а також щастям сестри та покрпських жінок, але безмежно сумна, що втратить Драголюба. Там його прийняли з великою увагою і шаною, і жінки вже почали закохуватися в нього. Згодом приходить Мала Богиня, і, побачивши, що її сестра вже у селі, вона каже Арсенію не виходити, але він не виходить, натомість приєднується до Драголюба та сестер на святі, організованому з нагоди прибуття чоловіків.
Керовані марнославством, Драголюб і Арсеній вступають у конфлікт і вирішуються на поєдинок, у якому вони побачать, хто з них «кращий чоловік» — а як інакше, як не в ліжку. Жінки Покрпу зустрічають це з радістю, а незадоволені сестри вирішують покинути їх і тепер самі вирушають до Белграда. Однак незабаром чоловіки розкаялися у своїй дурості і, зрозумівши, що вони теж закохані, вирішують битися на дуелі та йти за ними, але проблема полягає в тому, щоб втекти від інших жінок. Тікаючи, Арсеній випадково потрапляє в Миноград. Усвідомлюючи, що для нього немає шляху назад, Мала Богиня входить за ним, щоб вони могли виконати останній танець, танець смерті. Поки навколо них вибухають міни, вони танцюють чарльстон, поки останній вибух не виносить їх у повітря в обіймах один одного.
Огнєнка, все ще розчарована в Драголюбі, після трагічної смерті сестри сама їде до Белграда.
Фільм закінчується святкуванням відкриття белградського хмарочосу — палацу «Албанія», який у фільмі має понад 200 поверхів. Вечірка відбувається на самій вершині, звідки має стрибнути Людина зі сталі, а Огнєнка спостерігає та чекає, щоб виконати свій чарльстон.